# Баффало (река)
Баффало (устар. Буффало; англ. Buffalo River) — река в центральной части Соединённых Штатов Америки, правый приток Уайт-Ривер (бассейн Миссисипи), протекает по территории округов Ньютон, Серси, Бакстер и Марион в северной части штата Арканзас.
Длина реки — 150 миль (240 км), из которых 135 миль (217 км) охраняются в рамках Национальной системы диких и живописных рек.
Берёт начало в горах Бостон на северо-западе Арканзаса. Река течёт главным образом в восточном направлении. Впадает в Уайт-Ривер на высоте 114 м над уровнем моря.